# نشانه فرومون
نشانه فرومون (انگلیسی: Froment sign) یک نشانهٔ بالینی مختص فلج عصب زند زیرین (اولنار) در مچ دست است که در آن عملکرد ماهیچه نزدیک‌کننده شست دست تحت تأثیر قرار می‌گیرد. این نشانه نامش را از ژول فرومون می‌گیرد.
برای انجام آزمون، از بیمار خواسته می‌شود که یک شی، معمولاً یک جسم صاف مانند یک تکه کاغذ را بین انگشت شست و اشاره نگه دارد (گرفتن با فشار دادن کاغذ). سپس پزشک سعی می‌کند جسم را از دستان فرد بیرون بکشد. اگر عملکرد عصب زند زیرین و ماهیچه نزدیک‌کننده شست دست طبیعی باشد، فرد می‌تواند کاغذ را در میان انگشتان خود نگه دارد و اجازه بیرون کشیدن آن را به پزشک ندهد. اما اگر عصب زند زیرین (اولنار) آسیب دیده یا دچار فلج باشد، ماهیچه نزدیک‌کننده شست دست درتس کار نمی‌کند و بیمار مجبور می‌شود از ماهیچه دراز خم‌کننده شست دست استفاده کند تا کاغذ را محکم نگه دارد و این کار سبب خم شدن مفصل میان‌بندانگشتی شست می‌شود.  توجه داشته باشید که ماهیچه دراز خم‌کننده شست دست تقریباً همواره توسط عصب میان‌استخوانی پیشین عصب‌دهی می‌شود. اگر مفصل متاکارپوفالانژیال به‌طور همزمان دچار به هاپیراکستانسیون شود، نشانه‌ای از آسیب به عصب زند زیرین است که بدان «نشانهٔ جینی» (انگلیسی: Jeanne's sign) می‌گویند.